# 嵇华
嵇华（1925年11月—），男，江苏金湖人，中华人民共和国政治人物，曾任中共黑龙江省委政法委副书记，黑龙江省人大常委会副主任。